# Miquel Rovira i Serrabassa
Miquel Rovira i Serrabassa (Vic, Osona, 28 de març de 1882 – Vic, Osona, 24 de juny de 1957) fou un eclesiàstic i músic, deixeble de Lluís Romeu i Corominas.
Fou prelat domèstic de Sa Santedat (1953), membre d'honor de l'Institut de Musicologia del CSIC, beneficiat-mestre de capella de la catedral de Vic (1929) i fundador de l'Orfeó Vigatà (1902). Després d'estudiar tota la carrera eclesiàstica al Seminari de la seva ciutat s'ordenà sacerdot (1907). Tres mesos abans havia guanyat les oposicions a un benefici amb el càrrec de sots-xantre a la catedral vigatana. Aquesta prebenda s'amplià en 1920 quan va ser nomenat mestre de capella de la catedral. En paral·lel, havia fundat l'Orfeó de Sant Lluís Gonzaga – que a partir de 1915 s'anomenaria Orfeó Vigatà-, l'Escola Popular de Cant i Gimnàstica Rítmica (1910) i ensenyava cant al Seminari. Impartí aquesta disciplina durant trenta-vuit anys continuats, ja sigui sota la forma de cant figurat o de cant gregorià (1917-1955). Dirigí l'Orfeó Vigatà durant cinquanta anys, amb batuta ferma per a superar l'important daltabaix que suposà per a aquesta entitat la guerra de 1936 i, a través de diverses seccions, fer-ne un grup de referència ciutadana. En reconeixement de tots els seus mèrits, en 1948 l'ajuntament de Vic li concedí la Medalla de la Ciutat i, trenta anys més tard, el declarà Vigatà Il·lustre (1978).